# 베르니케-코르사코프 증후군
베르니케-코르사코프 증후군(Wernike-Korsakoff syndrome, WKS)은 티아민을 충분히 섭취하지 못하는 경우나 알코올 과다 섭취로 인한 티아민의 흡수율과 이용률이 크게 저하되는 경우에 나타나는 증세이다.
티아민은 체내 저장성이 매우 낮은 비타민으로, 위와 같은 이유로 티아민의 저장량이 고갈될 시에 정신적인 혼란, 우울증, 심하면 정신 이상, 혼수 등이 나타난다. 치료가 지연될 시에 기억력 상실도 나타날 수 있다.

## 같이 보기
- 치매